# Tema (bokserie)
Tema var en bokserie som utgavs av bokförlaget Rabén & Sjögren från 1964. Även böcker publicerade av andra förlag utgavs dock i serien. I serien ingick både fack- och skönlitteratur, och böckerna utgavs i pocketformat.

## Lista över böcker i Tema-serien (ej komplett)
Året anger bokens första utgivning i Tema-serien.
| Titel | Författare                                               | Förlag              | Utgivningsår |  |
| --- | -------------------------------------------------------- | ------------------- | ------------ |  |
| Portugal och kolonialismens sammanbrott                                                                             | Perry Anderson                                           | Rabén & Sjögren     | 1964         |  |
| Stalin | Emmanuel d'Astier                                        | Rabén & Sjögren     | 1964         |  |
| Undermedicinerna | Ritchie Calder                                           | Rabén & Sjögren     | 1964         |  |
| Varför drömmer vi?                                                                                                  | Edwin Diamond                                            | Rabén & Sjögren     | 1964         |  |
| Sammanbrottet | F. Scott Fitzgerald                                      | Rabén & Sjögren     | 1964         |  |
| Lögnaren | Martin A. Hansen                                         | Gleerups            | 1964         |  |
| Ur medeltidens höst                                                                                                 | Johan Huizinga                                           | Gleerups            | 1964         |  |
| Essayer | Charles Lamb                                             | Gleerups            | 1964         |  |
| Staten och revolutionen                                                                                             | V. I. Lenin                                              | Rabén & Sjögren     | 1964         |  |
| Genvägar till lycka?                                                                                                | Robert S. de Ropp                                        | Rabén & Sjögren     | 1964         |  |
| Ekonomi och religion                                                                                                | Kurt Samuelsson                                          | Rabén & Sjögren     | 1964         |  |
| Ensam seglare runt jorden; Liberdades resa                                                                          | Joshua Slocum                                            | Rabén & Sjögren     | 1964         |  |
| Materia, maskiner, människor                                                                                        | Norbert Wiener                                           | Rabén & Sjögren     | 1964         |  |
| Tider och stilar | Albert Wifstrand                                         | Gleerups            | 1964         |  |
| Atomkärnan | Irving Adler                                             | Rabén & Sjögren     | 1965         |  |
| Inferno ur Den gudomliga komedin                                                                                    | Dante Alighieri                                          | Rabén & Sjögren     | 1965         |  |
| Vår otrygga värld                                                                                                   | Caleb J. Anderson                                        | Rabén & Sjögren     | 1965         |  |
| Rom, romare och romfarare                                                                                           | Kersti Bergroth                                          | LT:s                | 1965         |  |
| Världsalltets expansion                                                                                             | William Bonnor                                           | Rabén & Sjögren     | 1965         |  |
| Mor Courage och hennes barn; Den kaukasiska kritcirkeln                                                             | Bertolt Brecht                                           | LT:s                | 1965         |  |
| Båtskolan | Claes Cederschiöld, Ove Nygren                           | Rabén & Sjögren     | 1965         |  |
| David Copperfield I                                                                                                 | Charles Dickens                                          | Rabén & Sjögren     | 1965         |  |
| David Copperfield II                                                                                                | Charles Dickens                                          | Rabén & Sjögren     | 1965         |  |
| Arv, ras och samhälle                                                                                               | Theodosius Dobzhansky, L. C. Dunn                        | Rabén & Sjögren     | 1965         |  |
| Processen mot Sokrates och andra studier                                                                            | Erland Ehnmark                                           | Gleerups            | 1965         |  |
| Årets fester | Albert Eskeröd                                           | LT:s                | 1965         |  |
| Salammbô | Gustave Flaubert                                         | Rabén & Sjögren     | 1965         |  |
| Svärdseggen | Charles de Gaulle                                        | Rabén & Sjögren     | 1965         |  |
| Arbetarrörelsen i överflödets samhälle                                                                              | André Gorz                                               | Rabén & Sjögren     | 1965         |  |
| Monopol och storfinans - de 15 familjerna                                                                           | C.-H. Hermansson                                         | Rabén & Sjögren     | 1965         |  |
| Odysséen | Homeros                                                  | Gleerups            | 1965         |  |
| Människans rikedomar                                                                                                | Leo Huberman                                             | Rabén & Sjögren     | 1965         |  |
| De psykiska sjukdomarna                                                                                             | Erling Jacobsen                                          | Rabén & Sjögren     | 1965         |  |
| Djingis khan | Harold Lamb                                              | Rabén & Sjögren     | 1965         |  |
| Boken om Skum | Ernst Manker                                             | LT:s                | 1965         |  |
| Balladen om det sorgsna kaféet                                                                                      | Carson McCullers                                         | Rabén & Sjögren     | 1965         |  |
| Dans till svart pipa                                                                                                | Milton "Mezz" Mezzrow, Bernard Wolfe                     | Rabén & Sjögren     | 1965         |  |
| Om moralens härstamning: En stridsskrift                                                                            | Friedrich Nietzsche                                      | Rabén & Sjögren     | 1965         |  |
| Varför är Kamilla vacker? Om konst, konstnärer och konsthandel                                                      | Hugo Perls                                               | Rabén & Sjögren     | 1965         |  |
| Könslivets psykologi                                                                                                | Oswald Schwarz                                           | Rabén & Sjögren     | 1965         |  |
| Elizabeth och Essex                                                                                                 | Lytton Strachey                                          | Rabén & Sjögren     | 1965         |  |
| Svarta tjurar | Evert Taube                                              | Rabén & Sjögren     | 1965         |  |
| Huckleberry Finns äventyr                                                                                           | Mark Twain                                               | Rabén & Sjögren     | 1965         |  |
| Fåglarna | Tarjei Vesaas                                            | LT:s                | 1965         |  |
| Hjärntvätt | Michaël Wächter                                          | Liber               | 1965         |  |
| Intelligensen som överklass: Meritokratins utveckling 1870–2033                                                     | Michael Young                                            | Rabén & Sjögren     | 1965         |  |
| När Skåne blev svenskt                                                                                              | Alf Åberg                                                | LT:s                | 1965         |  |
| Livsåskådningar | Thorsten Åberg                                           | Liber               | 1965         |  |
| Från antikens och medeltidens tankevärld                                                                            | Alf Ahlberg                                              | Liber               | 1966         |  |
| Apolloprojektet: Den amerikanska månfärdsplanen                                                                     | Tom Alexander                                            | Rabén & Sjögren     | 1966         |  |
| Skärselden ur Den gudomliga komedin                                                                                 | Dante Alighieri                                          | Rabén & Sjögren     | 1966         |  |
| Trents sista bragd                                                                                                  | E. C. Bentley                                            | Rabén & Sjögren     | 1966         |  |
| Flera hundra knutar                                                                                                 | Janne Bergquist                                          | Rabén & Sjögren     | 1966         |  |
| Mat för miljarder                                                                                                   | Georg Borgström                                          | LT:s                | 1966         |  |
| Revolution i världsfisket                                                                                           | Georg Borgström                                          | LT:s                | 1966         |  |
| Gränser för vår tillvaro                                                                                            | Georg Borgström                                          | LT:s                | 1966         |  |
| Häxgropen | John Dickson Carr                                        | Rabén & Sjögren     | 1966         |  |
| Någon går därute | John Dickson Carr                                        | Rabén & Sjögren     | 1966         |  |
| Åttan i svärd | John Dickson Carr                                        | Rabén & Sjögren     | 1966         |  |
| Priset för kärlek                                                                                                   | Eustace Chesser                                          | Rabén & Sjögren     | 1966         |  |
| Havets spegel: Minnen och intryck                                                                                   | Joseph Conrad                                            | Rabén & Sjögren     | 1966         |  |
| Konfidentiellt: Några hågkomster                                                                                    | Joseph Conrad                                            | Rabén & Sjögren     | 1966         |  |
| Raser och folk | Gunnar Dahlberg, Joachim Israel                          | Liber               | 1966         |  |
| Levande religioner: Naturfolken, Indien, Islam                                                                      | Erland Ehnmark                                           | Liber               | 1966         |  |
| Varför säger man så?                                                                                                | Herbert Friedländer                                      | Liber               | 1966         |  |
| Regeringsmakt och demokrati                                                                                         | Arne Helldén                                             | Liber               | 1966         |  |
| Främlingen Lagerkvist                                                                                               | Kai Henmark                                              | Rabén & Sjögren     | 1966         |  |
| Dollarns imperium: Monopolen i USA                                                                                  | Estes Kefauver                                           | Rabén & Sjögren     | 1966         |  |
| Barnen från Guernica                                                                                                | Hermann Kesten                                           | Rabén & Sjögren     | 1966         |  |
| Uppror – Budapest 1956                                                                                              | Sture Källberg                                           | Rabén & Sjögren     | 1966         |  |
| Timur Lenk | Harold Lamb                                              | Rabén & Sjögren     | 1966         |  |
| Ekonomisk utveckling och socialism                                                                                  | Oskar Lange                                              | Rabén & Sjögren     | 1966         |  |
| Boken om Job och hans lidande                                                                                       | Johannes Lindblom                                        | Gleerups            | 1966         |  |
| Avgrundens folk | Jack London                                              | Rabén & Sjögren     | 1966         |  |
| Sverige: Orientering för infödda                                                                                    | Birger Norman                                            | Rabén & Sjögren     | 1966         |  |
| Nytt grepp på jordbrukspolitiken                                                                                    | Clas-Erik Odhner                                         | Rabén & Sjögren     | 1966         |  |
| Soldatnunnan och Om mordet som skön konst                                                                           | Thomas de Quincey                                        | Rabén & Sjögren     | 1966         |  |
| Från Sveriges stormaktstid                                                                                          | Jerker Rosén                                             | Gleerups            | 1966         |  |
| En ny vänster: En debattbok                                                                                         | Göran Therborn (red.)                                    | Rabén & Sjögren     | 1966         |  |
| Blekplatsen | Tarjei Vesaas                                            | LT:s                | 1966         |  |
| Vietnam – det smutsiga kriget                                                                                       | Victor Vinde                                             | Rabén & Sjögren     | 1966         |  |
| Pragmatismen: En filosofisk teori om meningsfullhet och sanning                                                     | Hjalmar Wennerberg                                       | Rabén & Sjögren     | 1966         |  |
| Nyare tidens filosofi                                                                                               | Alf Ahlberg                                              | Liber               | 1967         |  |
| Den fantastiska resan                                                                                               | Isaac Asimov                                             | Rabén & Sjögren     | 1967         |  |
| Den moderna storstaden: Sociologiska överväganden vid stadsplanering                                                | Hans Paul Bahrdt                                         | Rabén & Sjögren     | 1967         |  |
| Sartre i bilder och dokument                                                                                        | Walter Biemel                                            | Gleerups            | 1967         |  |
| Maktspelet i vårt inre: Psykiatrin och vardagslivet                                                                 | June Bingham, Fritz Redlich                              | Rabén & Sjögren     | 1967         |  |
| Gränser för vår tillvaro                                                                                            | Georg Borgström                                          | LT:s                | 1967         |  |
| Och då sa jag till presidenten…                                                                                     | Art Buchwald                                             | Rabén & Sjögren     | 1967         |  |
| Straffets verkningar                                                                                                | Bengt Börjeson, Eva Ros                                  | Liber               | 1967         |  |
| Black Power: Befrielsepolitiken i Amerika                                                                           | Stokely Carmichael, Charles V. Hamilton                  | Rabén & Sjögren     | 1967         |  |
| Mordet i vaxkabinettet                                                                                              | John Dickson Carr                                        | Rabén & Sjögren     | 1967         |  |
| En brasiliansk tragedi                                                                                              | Josué de Castro                                          | Rabén & Sjögren     | 1967         |  |
| Fynd, forskare och forntidsgåtor I: Arkeologins roman                                                               | C. W. Ceram                                              | Rabén & Sjögren     | 1967         |  |
| Fynd, forskare och forntidsgåtor II: Arkeologins roman                                                              | C. W. Ceram                                              | Rabén & Sjögren     | 1967         |  |
| Bolsjevikrevolutionen 1917: Socialismens utveckling från vetenskap till insats                                      | Jens A. Christophersen (red.)                            | Rabén & Sjögren     | 1967         |  |
| Mord kring katedralen                                                                                               | Edmund Crispin                                           | Rabén & Sjögren     | 1967         |  |
| Kontinent i uppror                                                                                                  | Régis Debray, Che Guevara m.fl.                          | Rabén & Sjögren     | 1967         |  |
| Judo | Hein Essink                                              | Rabén & Sjögren     | 1967         |  |
| Tysklandsfrågan – olöst och olöslig?                                                                                | Hans von Friesen                                         | Rabén & Sjögren     | 1967         |  |
| Lenin i bilder och dokument                                                                                         | Nina Gourfinkel                                          | Gleerups            | 1967         |  |
| Demokratisk författning                                                                                             | Agne Gustafsson                                          | Rabén & Sjögren     | 1967         |  |
| Rapport från Aten: Nordiska politiker i Grekland                                                                    | Finn Gustavsen                                           | Rabén & Sjögren     | 1967         |  |
| Lever revolutionen?                                                                                                 | Fritiof Haglund                                          | Rabén & Sjögren     | 1967         |  |
| Universum, döden och den logiska analysen                                                                           | Sören Halldén                                            | Gleerups            | 1967         |  |
| Salka Valka | Halldór Kiljan Laxness                                   | Rabén & Sjögren     | 1967         |  |
| Brecht i bilder och dokument                                                                                        | Marianne Kesting                                         | Gleerups            | 1967         |  |
| Tjechov i bilder och dokument                                                                                       | Sophie Lafitte                                           | Gleerups            | 1967         |  |
| Vad betyder drömmen?                                                                                                | Maria F. Mahoney                                         | Rabén & Sjögren     | 1967         |  |
| Politiska skrifter                                                                                                  | Mao Zedong                                               | Rabén & Sjögren     | 1967         |  |
| Konstorientering | Åke Meyerson, Lennart Seth                               | Liber               | 1967         |  |
| Etymologisk ordlista: Våra ords ursprung och betydelse                                                              | Einar Odhner                                             | Liber               | 1967         |  |
| Våra äldsta folkböcker                                                                                              | Bror Olsson, Hilding Pleijel, Sigfrid Svensson           | Gleerups            | 1967         |  |
| Tio dagar som skakade världen                                                                                       | John Reed                                                | Rabén & Sjögren     | 1967         |  |
| Katrina | Sally Salminen                                           | LT:s                | 1967         |  |
| Bortom det kalla kriget                                                                                             | Marshall D. Shulman                                      | Rabén & Sjögren     | 1967         |  |
| Georgica | Vergilius                                                | Gleerups            | 1967         |  |
| Vandring kring en sjö: Studier, minnen, betraktelser                                                                | Algot Werin                                              | Gleerups            | 1967         |  |
| Utopi och verklighet: Den europeiska arbetarrörelsens sociala historia                                              | Wolfgang Abendroth                                       | Rabén & Sjögren     | 1968         |  |
| Paradiset ur Den gudomliga komedin                                                                                  | Dante Alighieri                                          | Rabén & Sjögren     | 1968         |  |
| Hitler och nazismen                                                                                                 | Lars-Erik Blomgren, Ingvar Körberg                       | Liber               | 1968         |  |
| Estetik: En inledande diskussion                                                                                    | Teddy Brunius                                            | Liber               | 1968         |  |
| Jesus Kristus och avmytologiseringen                                                                                | Rudolf Bultmann                                          | Gleerups            | 1968         |  |
| Historien skall frikänna mig!                                                                                       | Fidel Castro                                             | Rabén & Sjögren     | 1968         |  |
| Världens befolkningsutveckling i ekonomisk-historisk belysning                                                      | Carlo Cipolla                                            | Gleerups            | 1968         |  |
| Majupproret: 'Anstiftarna' talar                                                                                    | Daniel Cohn-Bendit, Jacques Sauvageot m.fl.              | Rabén & Sjögren     | 1968         |  |
| Naturvetenskapens ursprung                                                                                          | Rolf Ejvegård                                            | Liber               | 1968         |  |
| Victoria | Claire Éliane Engel                                      | Gleerups            | 1968         |  |
| Utväg ur Vietnam?                                                                                                   | John Kenneth Galbraith, Robert F. Kennedy, Gunnar Myrdal | Rabén & Sjögren     | 1968         |  |
| Psykologi till vardags                                                                                              | Bertil Gillqvist                                         | LT:s                | 1968         |  |
| Den svåra socialismen                                                                                               | André Gorz                                               | Rabén & Sjögren     | 1968         |  |
| Dagbok från Bolivia: 7 november 1966–7 oktober 1967                                                                 | Che Guevara                                              | Rabén & Sjögren     | 1968         |  |
| Vi skall segra! Politiska tal och skrifter                                                                          | Che Guevara                                              | Rabén & Sjögren     | 1968         |  |
| Självanalys | Karen Horney                                             | Rabén & Sjögren     | 1968         |  |
| Den stora humorn: En psykologisk studie                                                                             | Harald Höffding                                          | Rabén & Sjögren     | 1968         |  |
| Skeppar Worse | Alexander Kielland                                       | Rabén & Sjögren     | 1968         |  |
| Gerillans ansikte: Latinamerika i hunger och revolt                                                                 | Björn Kumm                                               | Rabén & Sjögren     | 1968         |  |
| Norden på världsarenan                                                                                              | Åke Landqvist (red.)                                     | LT:s                | 1968         |  |
| Dostojevskij | Janko Lavrin                                             | Gleerups            | 1968         |  |
| Marx' sociologi | Henri Lefebvre                                           | Rabén & Sjögren     | 1968         |  |
| Sex och tabu i ett primitivt samhälle                                                                               | Bronisław Malinowski                                     | Rabén & Sjögren     | 1968         |  |
| Logik, vetenskapsteori, argumentationsanalys                                                                        | Konrad Marc-Wogau                                        | Liber               | 1968         |  |
| Vad är viktigast?                                                                                                   | Eugene McCarthy                                          | Rabén & Sjögren     | 1968         |  |
| Sten Sture den äldre                                                                                                | Sven Ulric Palme                                         | LT:s                | 1968         |  |
| Nordamerikanska inbördeskriget                                                                                      | Göran Rystad                                             | Gleerups            | 1968         |  |
| Från hemslöjd till storindustri: Sjuhäradsbygdens ekonomiska historia och geografi                                  | Björn Sterner                                            | Liber               | 1968         |  |
| Parti och politik                                                                                                   | Herbert Tingsten                                         | Liber               | 1968         |  |
| Det stora spelet | Tarjei Vesaas                                            | LT:s                | 1968         |  |
| Framtiden är vår! Nordvietnams försvarsminister om kriget i Vietnam                                                 | Võ Nguyên Giáp                                           | Rabén & Sjögren     | 1968         |  |
| Jobbet: 15 reportrar i Dagens Nyheter om 15 arbetsplatser                                                           | Karl Ahlenius                                            | LT:s                | 1969         |  |
| Vilda strejker: En undersökning inom Svenska metallindustriarbetareförbundet                                        | Sven O. Andersson (red.)                                 | Rabén & Sjögren     | 1969         |  |
| Karl Marx: Samhällsforskare och samhällskritiker                                                                    | Gunnar Aspelin                                           | Gleerups            | 1969         |  |
| Nordlek och lantbruket                                                                                              | Gösta Axelson                                            | LT:s                | 1969         |  |
| Palestina och Israel: En analys från vänster                                                                        | Staffan Beckman                                          | Rabén & Sjögren     | 1969         |  |
| Palestina och USA-imperialismen                                                                                     | Staffan Beckman                                          | Rabén & Sjögren     | 1969         |  |
| Studentrevolten: Den nya oppositionen                                                                               | Uwe Bergmann                                             | Rabén & Sjögren     | 1969         |  |
| FN: En handbok | Arne Björnberg                                           | Rabén & Sjögren     | 1969         |  |
| Flykt från verkligheten: Fem föredrag om u-landsfrågan                                                              | Georg Borgström                                          | LT:s                | 1969         |  |
| Mongoliet: Den första folkrepubliken                                                                                | Hans Engman, Karl-Erik Norrman                           | LT:s                | 1969         |  |
| Jordens fördömda | Frantz Fanon                                             | Rabén & Sjögren     | 1969         |  |
| Klasskämpen | Svante Foerster                                          | Rabén & Sjögren     | 1969         |  |
| Död mans hand | Folke Fridell                                            | LT:s                | 1969         |  |
| Vet vi vad vi säger? Språkhistoriska kåserier                                                                       | Herbert Friedländer                                      | Liber               | 1969         |  |
| Om Förenta staternas imperialism: Rapport från ett internationellt seminarium arrangerat av Unga filosofer          | Olle af Geijerstam (red.)                                | Rabén & Sjögren     | 1969         |  |
| Utveckling i baklås                                                                                                 | Carl Magnus Grenninger                                   | LT:s                | 1969         |  |
| Advent | Gunnar Gunnarsson                                        | LT:s                | 1969         |  |
| Oket: Brasiliens dolda ansikte                                                                                      | Francisco Julião                                         | Rabén & Sjögren     | 1969         |  |
| Dödens dokument: Dagbok från Warszawa                                                                               | Chaim A. Kaplan                                          | Rabén & Sjögren     | 1969         |  |
| Blå noveller | John Karlzén                                             | LT:s                | 1969         |  |
| Västtyskland, demokratin och fascismen: En studie över det borgerliga samhällets problematik sedan 1918             | Reinhard Kühnl                                           | Rabén & Sjögren     | 1969         |  |
| Perspektiv på Johannes Edfelt                                                                                       | Ulla-Britta Lagerroth, Gösta Löwendahl (red.)            | Rabén & Sjögren     | 1969         |  |
| Socialism med mänskligt ansikte: Dokument från Tjeckoslovakien ödesåret 1968                                        | Nils Lalander (red.)                                     | Rabén & Sjögren     | 1969         |  |
| Tjeckoslovakien 1968 – den vackra drömmen                                                                           | Herman Lindqvist                                         | Rabén & Sjögren     | 1969         |  |
| 30-tal: En prosaantologi                                                                                            | Artur Lundkvist (red.)                                   | Rabén & Sjögren     | 1969         |  |
| Om befolkningsfrågan samt debatten kring denna                                                                      | Thomas Robert Malthus                                    | LT:s                | 1969         |  |
| Marcel Proust i bilder och dokument                                                                                 | Claude Mauriac                                           | Gleerups            | 1969         |  |
| Kampen för Moçambique                                                                                               | Eduardo Mondlane                                         | Rabén & Sjögren     | 1969         |  |
| Svart april: En roman om Grekland                                                                                   | Andreas Nenedakis                                        | Rabén & Sjögren     | 1969         |  |
| Sextio romaner: Studieuppgifter till barn- och ungdomsskildringar                                                   | David Norrman                                            | Liber               | 1969         |  |
| Kulturrevolutionen i Kina                                                                                           | Joan Robinson                                            | Rabén & Sjögren     | 1969         |  |
| Amerika – vision och verklighet                                                                                     | Ronald Segal                                             | Rabén & Sjögren     | 1969         |  |
| Sverige år 2000: 24 svenska framtidsforskare om morgondagens samhälle                                               | Tom Selander                                             | Rabén & Sjögren     | 1969         |  |
| Kung John | William Shakespeare                                      | Gleerups            | 1969         |  |
| Köpmannen i Venedig                                                                                                 | William Shakespeare                                      | Gleerups            | 1969         |  |
| Gerillaprästen: Tal och skrifter i urval                                                                            | Camilo Torres                                            | Rabén & Sjögren     | 1969         |  |
| Ett skrik är ett skrik: Dikter från ett krig                                                                        | Francisco J. Uriz                                        | Rabén & Sjögren     | 1969         |  |
| Grodden | Tarjei Vesaas                                            | LT:s                | 1969         |  |
| Självförverkligande och självdestruktion                                                                            | Samuel J. Warner                                         | Rabén & Sjögren     | 1969         |  |
| Malcolm X talar: Ett urval anföranden och uttalanden                                                                | Malcolm X                                                | Rabén & Sjögren     | 1969         |  |
| Präst: Funktion och utbildning                                                                                      | Göran Bexell (red.)                                      | Gleerups            | 1970         |  |
| Inför 70-talet: Jämlikhet och rättvisa – en politisk antologi                                                       | Leif Biureborgh, Eva Swedenmark (red.)                   | Rabén & Sjögren     | 1970         |  |
| Sju vägar till framtiden: Modeller för Västeuropa under 1970-talet                                                  | Alastair Buchan (red.)                                   | Rabén & Sjögren     | 1970         |  |
| Språkdebatten 1969–1970                                                                                             | Roland Edwardsson (red.)                                 | Utbildningsförlaget | 1970         |  |
| Lenin och den nordiska arbetarrörelsen                                                                              | Trond Hegna, Gustav Johansson, Atos Wirtanen m.fl.       | Rabén & Sjögren     | 1970         |  |
| Marx och den moderna nationalekonomin                                                                               | David Horowitz (red.)                                    | Rabén & Sjögren     | 1970         |  |
| Socialismen på Kuba                                                                                                 | Leo Huberman, Paul M. Sweezy                             | Rabén & Sjögren     | 1970         |  |
| Den moderna fysikens idéer                                                                                          | Ernest H. Hutten                                         | Gleerups            | 1970         |  |
| Urbaniseringen: Stadsutveckling och regionala olikheter                                                             | Torsten Hägerstrand                                      | Gleerups            | 1970         |  |
| Kvinnomakt – könsroller i tropikerna                                                                                | Signe Höjer                                              | LT:s                | 1970         |  |
| Staden | Emrys Jones                                              | Gleerups            | 1970         |  |
| Idéerna som skapade Europa                                                                                          | Finn Jor                                                 | LT:s                | 1970         |  |
| Västkapitalismen efter kriget                                                                                       | Michael Kidron                                           | Rabén & Sjögren     | 1970         |  |
| Samemakt! Välfärd till döds eller kulturellt folkmord? En debattbok                                                 | Andres Küng (red.)                                       | Rabén & Sjögren     | 1970         |  |
| Tal i oändlighet | Cornelius Lanczos                                        | Gleerups            | 1970         |  |
| Nya vägar till högre studier: Vidgat tillträde till universitet och högskolor                                       | Helmer Larsson                                           | Utbildningsförlaget | 1970         |  |
| U-bildning: Skola och samhälle i Kina, Kuba, Tanzania, Vietnam                                                      | Lilian Levin                                             | Rabén & Sjögren     | 1970         |  |
| Sánchez och hans barn: En mexikansk familjs självbiografi                                                           | Oscar Lewis                                              | Rabén & Sjögren     | 1970         |  |
| Samtal med Eldridge Cleaver i Alger                                                                                 | Lee Lockwood                                             | Prisma              | 1970         |  |
| Liv: Natur, ursprung och fördelning                                                                                 | Josephine Marquand                                       | Gleerups            | 1970         |  |
| Statsmakten i det kapitalistiska samhället                                                                          | Ralph Miliband                                           | Rabén & Sjögren     | 1970         |  |
| Enzym | D. W. Moss                                               | Gleerups            | 1970         |  |
| Det hände på Kungsholmen                                                                                            | Ivan Oljelund                                            | LT:s                | 1970         |  |
| Den gamla goda tiden                                                                                                | Sven Ulric Palme                                         | LT:s                | 1970         |  |
| Hur Frankrike blev Frankrike                                                                                        | Sven Ulric Palme                                         | LT:s                | 1970         |  |
| Svenska modeord | Olav Panelius, Torsten Steinby (red.)                    | Gleerups            | 1970         |  |
| "Det idealiska sömnmedlet": En studie i hur neurosedyntragedin publicerades                                         | Erik Ransemar, Halvdan Renling                           | Rabén & Sjögren     | 1970         |  |
| Krig och kriser i Mellanöstern                                                                                      | Peter P. Rohde                                           | Rabén & Sjögren     | 1970         |  |
| Rickard II | William Shakespeare                                      | Gleerups            | 1970         |  |
| Kontakter och konflikter: Mentalhygien i vardagslivet                                                               | Tollak B. Sirnes                                         | LT:s                | 1970         |  |
| Palme: En presentation                                                                                              | Lars Svedgård                                            | Rabén & Sjögren     | 1970         |  |
| Teorin för den kapitalistiska utvecklingen                                                                          | Paul M. Sweezy                                           | Rabén & Sjögren     | 1970         |  |
| Strejken: Röster, dokument, synpunkter från en storkonflikt                                                         | Anders Thunberg (red.)                                   | Rabén & Sjögren     | 1970         |  |
| Jämlikheten vårt öde: Tankar om demokratins möjligheter och blindskär                                               | Alexis de Tocqueville                                    | Rabén & Sjögren     | 1970         |  |
| Ja skiter i varenda jävla pundhuve: Dagboksanteckningar från en ungdomsvårdsskola                                   | Erik Torstensson                                         | Rabén & Sjögren     | 1970         |  |
| De svarta hästarna                                                                                                  | Tarjei Vesaas                                            | LT:s                | 1970         |  |
| Mellersta Östern i svensk opinion 1967–1970                                                                         | Claes-Adam Wachtmeister (red.)                           | Rabén & Sjögren     | 1970         |  |
| Nutida moralfilosofi; Existentialistisk etik                                                                        | G. J. Warnock, M. Warnock                                | Rabén & Sjögren     | 1970         |  |
| Ohlin, Folkpartiet och socialliberalismen: Ett bidrag till den idéhistoriska litteraturen                           | Olof Wennås                                              | Gleerups            | 1970         |  |
| Världslitteraturen: En litteraturhistorisk handbok                                                                  | Tore Zetterholm                                          | Utbildningsförlaget | 1970         |  |
| Läskunnigheten i världen 1967–1969 – framgångar och bakslag i alfabetiseringssträvanden världen över: Unescorapport | –                                                        | Utbildningsförlaget | 1970         |  |
| Samarbete och skiljelinjer: En bok till Centerpartiets 60-årsjubileum                                               | –                                                        | LT:s                | 1970         |  |
| I denna revolutionära epok: Utrikespolitiska essäer 1966-1970                                                       | Caleb J Anderson                                         | Rabén & Sjögren     | 1970         |  |